# Parablennius postoculomaculatus
Parablennius postoculomaculatus — вид риб з родини Собачкові (Blenniidae). Поширений у східній частині Індійського океану, а саме біля західної Австралії. Морська демерсальна субтропічна риба.